# Nicholas and Alexandra
Nicholas and Alexandra (bra: Nicholas e Alexandra; prt: Nicolau e Alexandra) é um drama cinematográfico histórico-biográfico anglo-americano  de 1971, dirigido por Franklin J. Shaffner com roteiro de James Goldman, baseado no livro homônimo de Robert K. Massie,  sobre a história da família Romanov, que reinava na Rússia antes do advento da Revolução Russa de 1917.
Venceu o Oscar de Melhor Direcção Artística e Melhor Figurino e foi nomeado para as categorias de Melhor Actriz Principal (Janet Suzman), Melhor Fotografia, Melhor Banda-Sonora e Melhor Filme na cerimónia de 1972.

## Enredo
A história do filme começa com o nascimento do czarevich Alexei na opulente Corte Russa. A Guerra Russo-Japonesa está a decorrer e os conselheiros do czar Nicolau avisam-no de que a guerra não faz sentido e está a custar demasiadas vidas. Também lhe dizem que o povo russo quer um governo representativo bem como direitos de saúde e voto, mas Nicolau quer manter a tradicional autocracia deixada pelos seus antepassados. Entretanto, os partidos políticos ilegais liderados por Lenin, Stalin e Trotsky começam a ganhar força.
Pouco depois Alexei é diagnosticado com hemofilia. A czarina fica desolada. Uma tímida princesa alemã que não é bem vista pela corte russa, a consorte do czar sente-se isolada, mas encontra conforto quando conhece o místico Grigori Rasputin, um camponês siberiano que se descreve como um peregrino religioso ou homem santo e que se tornou popular no seio da corte. Mais tarde ela chama-o para a ajudar a rezar por Alexis e começa a acreditar nos seus poderes curativos.
Entretanto, numa fábrica têxtil, os seus trabalhadores, sob condições impensáveis, são encorajados pelo seu padre, George Gapon. Ele lidera-os, juntando-se a muitos outros trabalhadores e camponeses numa procissão pacifica até o Palácio de Inverno, onde pretendem apresentar uma petição ao czar. Centenas de soldados estão mobilizados em frente do palácio. O seu comandante diz-lhes para dispararem para o ar, mas cai do cavalo e instala-se o pânico, com os soldados a disparar directamente para a multidão. Nicolau fica horrorizado quando sabe do massacre, mas admite que não iria ceder a nenhuma das exigências do povo.
Oito anos depois, no 300º aniversário da dinastia Romanov, a família está a passar férias na Crimeia. Alexei tornou-se num rapaz activo que é constantemente impedido de viver uma vida normal. Nicolau recebe relatórios policiais sobre o comportamento libertino de Grigori Rasputin e expulsa-o da corte. Alexandra exige o seu regresso. Ela sabe que a hemofilia de Alexis foi herdada dela e culpa-se pelo sofrimento do filho. Ela fica obcecada com a certeza de que apenas Rasputin pode parar os ataques que colocam a vida do filho em perigo.
O Primeiro-Ministro Pyotr Stolypin cedeu a alguns dos pedidos do povo para conseguir preservar o Império, mas é morto durante uma actuação na Ópera de Kiev. Nicolau decide não se ficar apenas pela execução do assassino, mas também pelo encerramento da Duma e autorizando a polícia a aterrorizar os camponeses e queimar-lhes as casas.
Alexei tem uma queda menor que leva ao seu pior ataque de hemofilia de sempre. Acredita-se que ele não resistirá. A czarina envia uma carta a Rasputine que responde rapidamente com palavras de conforto e confiança. Pouco depois de receber a resposta do monge, o czarevich recupera e Rasputine tem autorização para regressar à corte.
A Primeira Guerra Mundial começa com o assassinato do arquiduque Francisco Ferdinando e em breve a Alemanha declara guerra à Rússia. Nicolau decide comandar as tropas pessoalmente e vai para a frente de combate, retirando o seu experiente primo Nicolau Nikolaevich. Isto deixa Alexandra responsável pelo governo em São Petersburgo. Com a influência de Rasputin e a sua mentalidade conservadora, ela acaba por tomar decisões mal planeadas e deixa a cidade numa situação insustentável. O descontentamento da família imperial para com Rasputin aumenta e então o Príncipe Félix Yussupov e o Grão-duque Dmitri Pavlovich decidem tomar conta da situação com as próprias mãos, assassinando o monge siberiano em Dezembro de 1916.
Sem o seu único conselheiro, Alexandra sente-se incapaz de continuar o governo. Os trabalhadores estão em greve por todo o lado, o exercito está mal preparado e os soldados feridos enchem a cidade, acabando por se juntar aos trabalhadores numa revolta que força o czar Nicolau a abdicar do trono por si e pelo seu filho que fica contra ele.
A partir de então a família é presa e enviada para o exílio na Sibéria onde têm de viver com os insultos dos soldados, mas onde se conseguem integrar. Em Outubro de 1917 Lenin consegue derrubar o Governo Provisório e instala um Governo Socialista, enviando a família para a cidade de Ekaterinburgo nos montes Urais e piorando as condições da sua prisão.
No dia 17 de julho de 1918, todos os membros da família são executados a tiro na cava da Casa Ipatiev.

## Elenco
- Michael Jayston (Nicolau 2º)
- Janet Suzman (Alexandra)
- Roderic Noble (Alexei)
- Ania Marson (Olga)
- Lynne Frederick (Tatiana)
- Candace Glendenning (Maria)
- Fiona Fullerton (Anastásia)
- Laurence Olivier (Conde Witte)
- Harry Andrews (Grão-duque Nicolau Nikolaevich)
- Irene Worth (Imperatriz Maria Feodorovna)
- Tom Baker (Grigori Rasputin)
- Jack Hawkins (Conde Fredericks)
- Ian Holm (Comisário Yakovlev)
- Timothy West (Dr. Botkin)
- Michael Bryant (Lenin)
- Brian Cox (Trotsky)

## Prêmios e indicações
Oscar: 1972
- Venceu
  - Melhor direção de arte[4]
  - Melhor figurino[4]

- Indicado
  - Melhor filme[4]
  - Melhor atriz: Janet Suzman[4]
  - Melhor fotografia[4]
  - Melhor trilha sonorav - drama[4]

 National Board of Review: 1972
- Venceu
  - Top Ten Films[carece de fontes?]

 BAFTA: 1972
- Indicado
  - Melhor direção de arte[carece de fontes?]
  - Melhor figurino[carece de fontes?]
  - Atriz mais promissora: Janet Suzman[carece de fontes?]

 Globo de Ouro: 1972
- Indicado
  - Melhor ator coadjuvante: Tom Baker[5]
  - Estrela masculina - Revelação do ano: Tom Baker[5]
  - Estrela feminina - Revelação do ano: Janet Suzman[5]